# 小柴大始
小柴 大始（こしば だいし、1983年12月21日 - ）は日本の男性声優、舞台俳優。三重県伊勢市出身。Office PORT所属。以前はぷろだくしょんバオバブ、アールグルッペに所属していた。

## 人物
高めの若干ハスキーな声が特徴的。THE ALFEE好きを公言しており、自身で同バンドのコピーバンドALz-Hzを結成し、年に数度ライブを行っている。坂崎幸之助のパートを担当している。

## 出演作品

### テレビアニメ
- エンジェル・ハート（2006年、空港の人々）

- 東京マグニチュード8.0（2009年、医師）
- 学園黙示録 HIGHSCHOOL OF THE DEAD（2010年、山田、土井哲太郎、男性教師、男子生徒、警官、拡声器の声、少年、シークレットサービス、門下生）

- Rio RainbowGate!（2011年、男B、男C、客C 他）

### OVA
- 装甲騎兵ボトムズ Case;IRVINE　(2011年)

### 劇場アニメ
- 名探偵コナン 探偵たちの鎮魂歌（2006年、ミラクルランド・エキストラ）

### ゲーム
- 海辺でリーチ! DS

### ドラマCD
- In Straight fact（高山賢）

### 舞台
- CRUZ（幸太の友人）
- 丹波屋物語
- ひみつの魔女子さん
- 潮騒の祈り（海）[1]

### Web動画
- 暗殺者は皇帝の華になる(2023年、叡帝)
- ヒューマンバグ大学(2022年-、浅倉潤、鶴城史之舞)